# Srčastolistna mračica
Srčastolistna mračica (znanstveno ime Globularia cordifolia) je polegel, rušnat polgrmiček. Ima modro glavičasto socvetje. Raste med skalovjem, v skalnih razpokah na travnatih pobočjih od nižine do alpinskega pasu.
Pritlični listi so dolgi od 1-3 cm in široki od 0,5 do 1,5 cm. Luskasti lopatičasti listi so v rozeti in srčasto izrobljeni. Ima razvito zgornjo venčno ustno. Cvetoči poganjki, visoki do 15 cm, so olistani samo pri dnu.
Od navadne mračice se srčastolistna loči po golem steblu, od precej bolj redke golostebelne mračice pa po pritličnih listih. Pri srčastolistni mračici so listi majhni, pri golostebelni pa veliki in na koncu zaokroženi. 